# NGC 4839
NGC 4839 é uma galáxia elíptica (E) localizada na direcção da constelação de Coma Berenices. Possui uma declinação de +27° 29' 51" e uma ascensão recta de 12 horas, 57 minutos e 24,4 segundos.
A galáxia NGC 4839 foi descoberta em 11 de Abril de 1785 por William Herschel.